# Школа Газогідратних технологій

Школа Газогідратних технологій — наукова спільнота в Україні, яка об'єднує науковців і практиків, що досліджують газові гідрати, зокрема, метанові гідрати. Проводить фахові конференції з міжнародною участю. Утворена в 2014 році. Остання конференція -  "Газогідратні технології у гірництві, нафтогазовій справі, геотехніці та енергетиці" відбулася 9-11 листопада 2016 р. в Національному гірничому університеті. Основні учасники - наукові працівники університетів та інститутів України, зокрема: Національний гірничий університет, Полтавський національний технічний університет імені Юрія Кондратюка, Інститут газу НАН України, Інститут геофізики імені С. І. Субботіна НАН України, Інститут геологічних наук НАН України, Український державний геологорозвідувальний інститут, Нафтогаз України, Івано-Франківський національний технічний університет нафти і газу, Одеська національна академія харчових технологій та ін.